# Tammijärvi (sjö i Enare, Lappland)
Tammijärvi är en sjö i kommunen Enare i landskapet Lappland i Finland. Arean är 41 hektar och strandlinjen är 4,59 kilometer lång. Sjön  ingår i Tuulomajokis huvudavrinningsområde.   Den ligger omkring 240 kilometer norr om Rovaniemi och omkring 930 kilometer norr om Helsingfors. 